# Barnitz (Fluss)
Die Barnitz ist ein knapp 20 Kilometer langer Zufluss der Beste in Schleswig-Holstein in Deutschland.

## Verlauf
Sie entspringt im östlichen Kreis Stormarn nur etwas südlich von Stubben nahe der Bauerschaft Eichede-Krühe. Im Bereich von Stubben mündet ein Bach ein und bei Groß Boden nimmt sie das Wasser zweier weiterer Bäche auf. Überwiegend in nordwestliche Richtung fließend, wird sie anschließend von der Bundesautobahn 1 überquert, passiert danach Pölitz und mündet direkt südlich von Bad Oldesloe in die Beste.

## Name
Der Name des Flusses ist westslawischer Herkunft und bedeutet wörtlich übersetzt so viel wie Birken-Au, was auf eine mit Birken bestandene Flussniederung hindeutet. Ein Zusammenhang mit dem Ort Barnitz ist nicht zuletzt aufgrund der räumlichen Nähe denkbar, aber nicht nachgewiesen.
Der Fluss hieß bis Ende des 18. Jahrhunderts Sult Fluss.

## Sonstiges
Es wird heute angenommen, dass die Barnitz ein Abschnitt des 810 festgelegten Limes Saxoniae ist.